# Área de Proteção Ambiental do Banhado Grande
A Área de Proteção Ambiental do Banhado Grande é uma das Unidades de Conservação do Governo do Estado do Rio Grande do Sul, Brasil.
Está localizada entre os municípios de Glorinha, Gravataí, Viamão e Santo Antônio da Patrulha, com uma área de 136.935 ha. Foi criada em 1998 pelo Decreto Estadual n° 38.971, no intuito de preservar uma área de pampa e mata atlântica, onde predominam restingas e banhados, e as nascentes do rio Gravataí, incluindo o Banhado Grande, o Banhado do Chico Lomã e o Banhado dos Pachecos. A APA do Banhado Grande é uma zona de manejo sustentável, havendo em seu território povoações, criação de gado e plantações de arroz. O Decreto 41.559, de abril de 2002, criou no interior da APA um núcleo de proteção integral com 2.543 hectares, o Refúgio de Vida Silvestre Banhado dos Pachecos. Ali ainda sobrevivem os últimos remanescentes no estado do cervo-do-pantanal, além de possuir populações de 13 espécies de aves ameaçadas de extinção.
Visão no Google Earth:
1. https://groups.google.com/a/googleproductforums.com/group/gec-member-centric-locations/attach/9b199d7afb2a72d4/FOTOS%20GEOREFERENCIADAS%20BANHADOS.kml?part=0.1&authuser=0
2. https://groups.google.com/a/googleproductforums.com/group/gec-member-centric-locations/attach/6ca2979422191ff2/PLANICIE%20LAGUNAR%20-%20FZB%20LIMITE.kmz?part=0.2&authuser=0